# Bourg-Sainte-Marie
Bourg-Sainte-Marie är en kommun i departementet Haute-Marne i regionen Grand Est (tidigare regionen Champagne-Ardenne) i nordöstra Frankrike. Kommunen ligger i kantonen Bourmont som tillhör arrondissementet Chaumont. År 2022 hade Bourg-Sainte-Marie 85 invånare.

## Befolkningsutveckling
Antalet invånare i kommunen Bourg-Sainte-Marie
| Referens: INSEE |